# Бухалкино
Бухалкино — деревня в составе Ивановского сельского поселения Шарьинского района Костромской области России.

## География
Деревня расположена недалеко от автодороги Урень — Шарья — Никольск — Котлас Р157.

## История
Согласно Спискам населенных мест Российской империи в 1872 году деревня относилась к 2 стану Ветлужского уезда Костромской губернии. В ней числилось 12 дворов, проживало 58 мужчин и 70 женщин.
Согласно переписи населения 1897 года в деревне проживало 188 человек (81 мужчина и 107 женщин).
Согласно Списку населенных мест Костромской губернии в 1907 году деревня относилась к Рождественской волости Ветлужского уезда Костромской губернии. По сведениям волостного правления за 1907 год в деревне числилось 38 крестьянских дворов и 257 жителей. В деревне имелась кузница. Основным занятием жителей деревни был лесной промысел.
До 2010 года деревня относилась к Поляшовскому сельскому поселению.

## Население
| 1872 | 1897 | 1907 | 2008 | 2010 | 2014 |
| ---- | ---- | ---- | ---- | ---- | ---- |
| 128  | ↗188 | ↗257 | ↘5   | ↘4   | ↗5   |